# Hiroyuki Takeda
Hiroyuki Takeda (japanisch 武田 博行 Takeda Hiroyuki; * 30. November 1983 in der Präfektur Hyōgo) ist ein japanischer Fußballspieler.

## Karriere
Takeda erlernte das Fußballspielen in der Schulmannschaft der Ashiya High School. Seinen ersten Vertrag unterschrieb er 2002 bei den Mito HollyHock. Der Verein spielte in der zweithöchsten Liga des Landes, der J2 League. Für den Verein absolvierte er 64 Ligaspiele. 2008 wechselte er zum Drittligisten Tochigi SC. 2008 wurde er mit dem Verein Vizemeister der Japan Football League und stieg in die J2 League auf. Für den Verein absolvierte er 82 Ligaspiele. 2013 wechselte er zum Ligakonkurrenten Giravanz Kitakyushu. Für den Verein absolvierte er 40 Ligaspiele. 2014 wechselte er zum Erstligisten Cerezo Osaka. Am Ende der Saison 2014 stieg der Verein in die J2 League ab. Für den Verein absolvierte er vier Erstligaspiele. 2017 wechselte er zum Ligakonkurrenten Tokyo Verdy.